# Gardner-Serpollet Type L
La Gardner-Serpollet Type L est un modèle d'automobile à vapeur du constructeur d'automobile franco-américain Gardner-Serpollet de 1905. 

## Historique

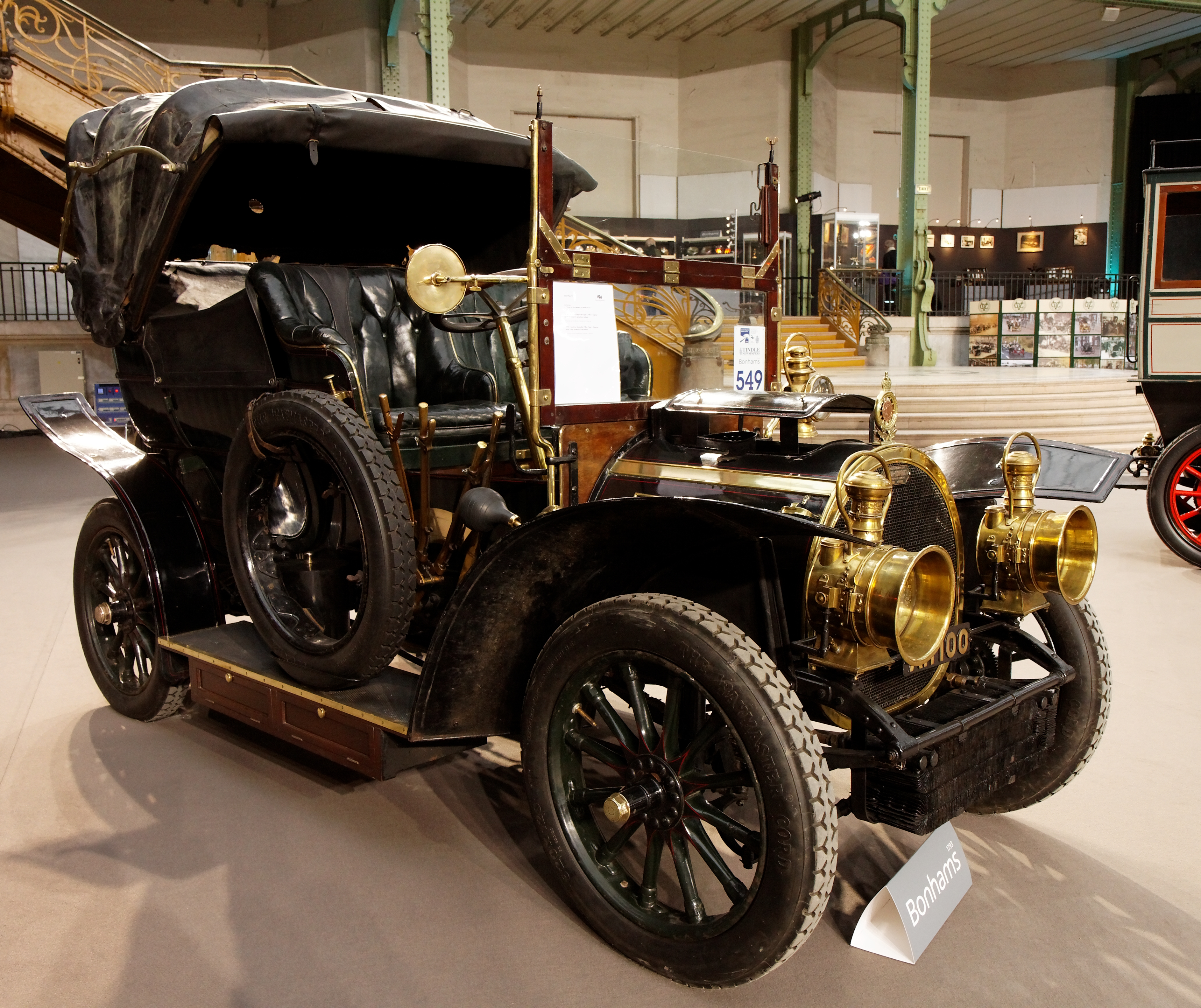
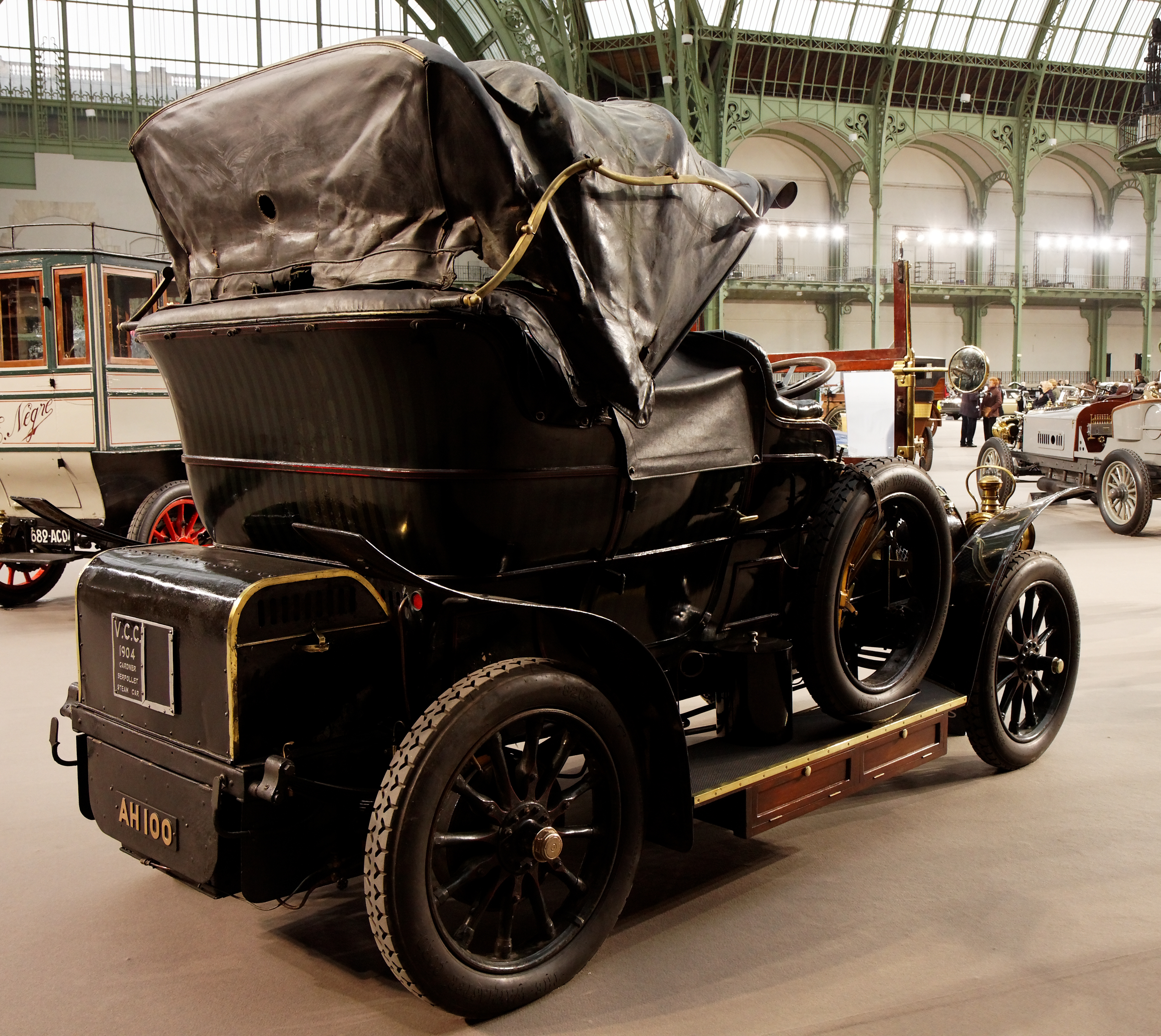